# Deutscher Ärztinnenbund
Der Deutsche Ärztinnenbund e. V. (DÄB) ist ein Berufsverband von Ärztinnen und Zahnärztinnen aller Fachrichtungen und Tätigkeitsfelder. Er vertritt deren berufliche und gesellschaftspolitische Interessen in Öffentlichkeit und Politik. Der Verband fordert Chancengleichheit für Frauen und Männer im Beruf und eine nach Geschlecht unterscheidende Gesundheitsforschung und -versorgung.
Der Verein ist Mitglied im Deutschen Frauenrat, dem Dachverband der Frauenverbände und -gruppen in Deutschland.

## Geschichte

### Gründung
Der Deutsche Ärztinnenbund wurde am 25. Oktober 1924 in Berlin unter dem Namen Bund Deutscher Ärztinnen (BDÄ) gegründet. Hintergrund war ein Beitrittsangebot des Weltärztinnenbundes an die deutschen Kolleginnen. Verbandsgründerinnen waren die Berliner Frauenärztin Hermine Heusler-Edenhuizen, die Ärztin Lilly Meyer-Wedell, die Kinderärztin Laura Turnau, die Dresdner Frauenärztin Dorothea Dietrich und die Essener Gynäkologin Toni von Langsdorff. Sie formulierten einen Aufruf zum Zusammenschluss an die Ärztinnen in Deutschland. 280 Ärztinnen schlossen sich dem Verband bei der Gründung an – etwa 12 Prozent der insgesamt 2500 deutschen Ärztinnen. Die Aufgaben des Verbands waren: „Zusammenschluß der Ärztinnen Deutschlands; Bearbeitung sozialhygienischer Fragen vom Standpunkte der Ärztin; Ausarbeitung von Vorschlägen für die sozialhygienische Gesetzgebung des Reiches und der Länder vom selben Standpunkte aus und Sorge für die nicht mehr arbeitsfähigen älteren Kolleginnen, sowie Unterstützung der jungen Medizinerinnen in ihren Ausbildungs- und Fortbildungsmöglichkeiten.“

### Gleichschaltung und spätere Auflösung im Nationalsozialismus
Mit der Machtübernahme durch die Nationalsozialisten wurde die Vereinheitlichung des Gesundheitswesens und der ärztlichen Standesorganisationen eingeleitet. Im März 1933 hatte der BDÄ über 900 Mitglieder, vertrat also mehr als ein Viertel der 3400 Ärztinnen, die es damals im deutschen Reich gab. 572 Ärztinnen wurden als „nicht-arisch“ bezeichnet, davon praktizierte etwa die Hälfte in Berlin. Im Vereinsleben des Bundes Deutscher Ärztinnen hatten diese Kolleginnen bis 1933 eine wichtige Rolle gespielt. Im Zuge der Gleichschaltung aller Vereine und Verbände im Nationalsozialismus bekannte der Verband sich zu den Zielen der NSDAP und zum Ausschluss aller jüdischen oder kommunistischen Mitglieder und wurde in der Folge aus dem Weltärztinnenbund ausgeschlossen. Bereits Ende Juni 1933 war der Ausschluss aller Ärztinnen jüdischer Abstammung vollzogen. Hierzu gehörten mit Else Liefmann, Lilly Meyer-Wedell und Laura Turnau auch drei der sechs Mitglieder des Gründungsvorstands. Nach der neuen Reichsärzteordnung musste sich der Bund Deutscher Ärztinnen 1936 auflösen. Es soll aber weiterhin Treffen der ehemaligen Mitglieder in Hannover und in Dortmund gegeben haben.

### Neugründung als Deutscher Ärztinnenbund e.V. (DÄB)
1946 entstand die „Hannoversche Ärztinnengruppe“. Gruppen in der sowjetisch besetzten Zone und in der späteren DDR gab es nicht. Am 9. Juni 1947 gründeten einige Ärztinnen den „Bayerischen Ärztinnenbund“ als „Kampf-Organisation“, da sie sich als Kassenärztinnen niederlassen wollten und daran gehindert wurden. Unverheiratete Ärztinnen wurden nicht zugelassen, weil sie keine Familie hatten. Verheirateten war die Zulassung verwehrt, weil das Einkommen ihrer Ehemänner berücksichtigt wurde. Nach längerer Vorbereitung, in der die Mitgliederzahl 1200 überschritt, organisierten sich die Ärztinnen seit 1950 wieder bundesweit. Der damals als eingetragener Verein gegründete Deutsche Ärztinnenbund existiert bis heute.
Seit 2005 besteht die Stiftung Dr. Edith Grünheit, die auch Ärztinnen unterstützt, die unverschuldet in finanzielle Notlagen geraten sind. Der Verband engagiert sich für eine Gesundheitsforschung und -versorgung, die nach Geschlecht im Sinne von Sex als biologischer und Gender als sozialer Kategorie differenziert.

## Themen
Der Verein befasst sich unter anderem mit dem Thema Beruf und Familie und fordert familienfreundlichere Arbeitsbedingungen für Ärztinnen und eine Frauenquote in der Medizin. Außerdem engagieren die Mitglieder sich für bessere Karrierechancen und eine breitere Wahrnehmung von Frauen in der Wissenschaft.

## Periodika
Seit 1924 gibt der Verband die Zeitschrift Ärztin (seit 2017 ärztin) heraus, die dreimal jährlich erscheint. In der ersten Ausgabe 1924 war zu lesen:
„Wie die Mutter in der Familie die härtere Art des Vaters ergänzt zu schöner Harmonie, so möchten wir, dass künftighin auch im Volksleben das bisher ausschließlich männliche Prinzip einen Ausgleich erfahre, durch größere Mitarbeit von mütterlichen Frauen auf Gebieten, die ihrer Wesensart nach der Bearbeitung bedürfen und in Berufen, die ihrer mütterlichen Einstellung besonders liegen, wie unseres ärztlichen, möchten wir, dass sie nicht die Art des Mannes nachahme, sondern immer darauf bedacht sei, ihre eigene Art zu geben. Mit dem selben Wissen und Können ergänzt sie dann, was in der Arbeit des Mannes fehlt.“
In den Ausgaben seit 2009 befasst sich die Zeitschrift unter anderem mit 100 Jahren Frauenwahlrecht und berichtete über die wissenschaftlichen Tagungen und Kongresse des DÄB und den 28. Internationalen Weltärztinnenkongress 2010. Weitere Themen: „Karriere in der Medizin“, „Ärztinnen und Wissenschaft“, „Ärztinnen und Migration“, „Ärztinnen und Freiberuflichkeit“, „Junge Ärztinnen – alte Barrieren“, „Generation Y mit neuen Ansprüchen?“ sowie „Geschlechtsspezifische Medizin und Gesundheit“, „Ethik in der Medizin“, „Medizinstudium: Masterplan 2020 im Check“, „Vollzeit – Teilzeit – Freizeit: Haben Ärztinnen die Wahl?“, „Ärztinnen in den Gremien der Selbstverwaltung“, „Ärztinnen- und Ärztemangel: Fakt oder Fiktion?“

## Preisvergaben
Regelmäßig verleiht der Verband einen Wissenschaftspreis für Nachwuchsforscherinnen und die Silberne Feder für herausragende Darstellungen von Gesundheit und Krankheit in der Kinder- und Jugendliteratur sowie seit 2001 die „Mutige Löwin“, die Frauen gelten, „die sich gegen Widerstände durchsetzen - notfalls auch kämpferisch mit Krallen und Zähnen“.

### Stiftung Wissenschaftspreis des Deutschen Ärztinnenbundes
Der Deutsche Ärztinnenbund e. V. ermutigt und fördert junge Ärztinnen auf ihrem wissenschaftlich begonnenen Berufsweg. Zu diesem Zweck wird alle zwei Jahre der Wissenschaftspreis des Deutschen Ärztinnenbundes vergeben. Finanziert wird der Preis über die vom Deutschen Ärztinnenbund 2001 gegründete Stiftung. Die Stiftung ist als gemeinnützig anerkannt. Treuhänderin für die unselbständige Stiftung ist der Deutsche Ärztinnenbund e. V. Fünf Stifterinnen haben mit einer großzügigen Summe den Anfang gemacht, etliche Zustiftungen sind auf diese Weise inzwischen eingegangen.
Preisträgerinnen
- 2001: Antonia J. M. Joussen, Trägerin des 1. Wissenschaftspreises des Deutschen Ärztinnenbundes
  - Diabetische Retinopathie (Leukozytes mediate endothelial cell death and in jury in diabetic retinopathie).

- 2003: Petra Arck, Trägerin des 2. Wissenschaftspreises des Deutschen Ärztinnenbundes
  - Feto-Maternale Immuntoleranz – Regulation, Modulation und interdisziplinäre Relevanz

- 2005: Bettina Pfleiderer, Trägerin des 3. Wissenschaftspreises des Deutschen Ärztinnenbundes
  - Neuronalen Unterschieden auf den Grund gehen

- 2007: Beate Klimm, Trägerin des 4. Wissenschaftspreises des Deutschen Ärztinnenbundes
  - Geschlechtsspezifische Aspekte beim Hodgkin Lymphom

- 2009: Katharina Domschke, Trägerin des 5. Wissenschaftspreises des Deutschen Ärztinnenbundes
  - Genes and Gender – Das COMT Gen und psychische Erkrankungen bei Frauen

- 2011: Maike Pincus, Trägerin des 6. Wissenschaftspreises des Deutschen Ärztinnenbundes
  - Stress in der Schwangerschaft begünstigt allergische Erkrankungen beim Kind

- 2013: Katrin Bachelier-Walenta, Trägerin des 7. Wissenschaftspreises des Deutschen Ärztinnenbundes
  - Pathognomonische Mikropartikelprofile bei Kardiomyopathien

- 2015: Elisabeth Livingstone und Jelena Kornej, Trägerinnen des 8. Wissenschaftspreises des Deutschen Ärztinnenbundes
  - Inwieweit beeinflussen Statine, die einen erhöhten Cholesterinspiegel im Blut senken, auch das Fortschreiten von bösartigen Hauttumoren?

- 2017: Sarah Estelmann, Trägerin des 9. Wissenschaftspreises der Deutschen Ärztinnenbundes
  - Einfluss des Geschlechts auf das klinische und psychosoziale Ergebnis nach Nierenlebendspende.

- 2019: Ute Seeland, Trägerin des 10. Wissenschaftspreises des Deutschen Ärztinnenbundes
  - Geschlechtsunterschiede bei der arteriellen Pulswellenreflektion und der Einfluss endogener und exogener Sexualhormone: Ergebnisse der Berliner Altersstudie II.
- 2021: Suzan Al-Gburi, Trägerin des 11. Wissenschaftspreises des Deutschen Ärztinnenbundes
  - Charakterisierung von alters- und geschlechtsabhängigen Unterschieden kardiovaskulärer Struktur- und Funktionsparameter im Modell der spontan hypertensiven Ratten
- 2023: Marianne Hahn, Trägerin des 11. Wissenschaftspreises des Deutschen Ärztinnenbundes
  - Mögliche geschlechtsbedingte Unterschiede bei der Reintegration in den Beruf von Menschen, die einen Schlaganfall erlitten haben

### Die Silberne Feder – Kinder- und Jugendbuchpreis
Die Silberne Feder wird seit 1974 alle zwei Jahre vom Deutschen Ärztinnenbund vergeben. Der Kinder- und Jugendbuchpreis würdigt herausragende Bücher, die sich im weitesten Sinne mit den Themen Gesundheit und Krankheit befassen. Es muss sich um deutschsprachige oder ins Deutsche übersetzte Werke handeln. Der Preis kann einem Bilderbuch, einem erzählenden Buch oder einem Sachbuch zuerkannt werden. Weitere Titel werden in einer Empfehlungsliste vorgestellt.

### „Mutige Löwin“
Seit dem Jahr 2001 kürt der Deutsche Arztinnenbund die Mutige Löwin.
- 2001: Andrea Rieber-Brams hat als erste Radiologin die Auszeichnung erhalten, weil sie sich bei der Berufung einer ersten Lehrstuhlinhaberin für Allgemeinchirurgie als stellvertretende Frauenbeauftragte der Universität Ulm vehement für eine sachgerechte Entscheidung starkgemacht hat.
- 2003: Margrit Herbst erhält als Veterinärmedizinerin die Auszeichnung für ihren Einsatz und ihre Zivilcourage auf dem Schlachthof Bad Bramstedt.
- 2005: Barbara Ehret-Wagner wurde für ihr kämpferisches Auftreten gegen strukturelle Schwächen im gesundheitlichen System geehrt.
- 2007: Maria Fick, Fachärztin für Allgemeinmedizin und Mitglied der Ethikkommission der Bayerischen Landesärztekammer, wurde für ihr engagiertes Eintreten für mehr Entwicklungsmöglichkeiten von Ärztinnen ausgezeichnet.
- 2009: Annegret Schoeller, Fachärztin für Arbeitsmedizin und Umweltmedizin, wurde für ihr Engagement bei der Begleitung und Unterstützung der Ärztinnen-Gremien in der Bundesärztekammer geehrt.
- 2011: Ute Otten, vormalige Präsidentin des Deutschen Ärztinnenbundes, brachte 20.000 DM versteckt in einer Haferflockentüte nach Bosnien, um dort ein Zentrum für kriegstraumatisierte Frauen von Medica mondiale zu unterstützen.
- 2013: Marianne Schrader, Lübeck, wurde für ihr langjähriges herausragendes Engagement im Deutschen Ärztinnenbund und für ihr Wirken für das Mentorinnen-Netzwerk des Deutschen Ärztinnenbundes e. V. (DÄB) gewürdigt.
- 2015: Monika Hauser, Gründerin der Frauenrechtsorganisation Medica mondiale mit dem Ziel, kriegstraumatisierten Frauen medizinische und psychologische Hilfe zu leisten. Sie erhielt den Preis als Anerkennung für ihr Engagement, ihren Mut, ihre Durchsetzungskraft, ihre Zähigkeit und ihre Ausdauer bei ihrem unermüdlichen Einsatz für Frauen in Krisengebieten.
- 2017: Brigitte Ende, Fachärztin für Psychiatrie und Psychotherapie, erhielt die Auszeichnung als eine Kämpferin für Frauenrechte und die Sache der Ärztinnen.
- 2019: Cordula von Brandis-Stiehl, praktische Ärztin und Ärztin für Psychotherapie, wurde ausgezeichnet, weil sie sich trotz Handicap gegen viele Vorurteile durchsetzte.
- 2020: Doreen Richardt, Ärztin für Herzchirurgie, erhielt die Auszeichnung außerhalb des normalen Vergabeturnus, weil sie Missstände in der Personalführung im Medizinwesen aufdeckte und sich für gerechte Arbeitsbedingungen einsetzte.
- 2021: Astrid Bühren wurde für ihre Zivilcourage im Zusammenhang mit der gleichberechtigten Teilhabe von Ärztinnen und ihr Engagement für die Gendermedizin ausgezeichnet.
- 2023: Gabriele Kaczmarczyk, Fachärztin für Anästhesiologie, wurde für ihren unermüdlichen Einsatz gegen die strukturelle und subtile Benachteiligung von Frauen insbesondere bei der Besetzung von Führungspositionen in der Universitätsmedizin ausgezeichnet.